# Kúvingafjall
Kúvingafjall – szczyt na Wyspach Owczych, archipelagu na Morzu Norweskim, będącym terytorium zależnym Królestwa Danii o szerokiej autonomii. Szczyt ten sięga 830 m n.p.m. i jest czwartym co do wysokości wzniesieniem w kraju, drugim w regionie Norðoyar i pierwszym na wyspie Kunoy.

## Położenie
Szczyt Kúvingafjall znajduje się w centralnej części wyspy Kunoy, leżącej na północy archipelagu. Jest częścią pasma górskiego ciągnącego się wzdłuż całej wyspy. Na północ od tego wzniesienia znajduje się szczyt Teigafjall (822 m n.p.m.), a w stronę południowo-wschodnią, Middagsfjall (815 m n.p.m.). Na Kunoy znajdują się jedne z najwyższych wzniesień na całym archipelagu Wysp Owczych.
U podnóży Kúvingafjall znajdują się dwie miejscowości. Pierwszą z nich, jest stale zamieszkana, Kunoy. Znajduje się ona na południe od tego wzniesienia, nad wodami Kalsoyarfjørður. Miejscowość tę datuje się na XIV wiek. Jednym z najstarszych budynków, jaki zachował się w niej do dziś, jest kościół z 1867 roku, jedyny obiekt sakralny na wyspie. Drugą osadą leżącą opodal Kúvingafjall jest niezamieszkana Skarð. Ostatni mieszkańcy opuścili ją w 1919 roku, siedem lat po katastrofie, kiedy na łodzi rybackiej zginęło ośmiu, jedynych, poza starcami i dziećmi, mężczyzn w wiosce.
Pomiędzy górami Kúvingafjall i Middagsfjall znajduje się przełęcz górska Skarðsgjógv, którą mieszkańcy Skarð musieli pokonać w każdą niedzielę, by dotrzeć do kościoła na nabożeństwo.
Administracyjnie szczyt ten znajduje się w gminie Kunoyar kommuna, zajmującej swą powierzchnią całą wyspę Kunoy. Gmina należy do regionu Norðoyar (pol. Wyspy Północne).